# アトミック・ハルモニク
アトミック・ハルモニク（スロベニア語:Atomik Harmonik）は、スロベニアのターボ・フォーク音楽グループ。ポップ・ミュージックとポルカなどスロベニアの民俗音楽を融合させたスタイルを特徴としている。
グループは2004年に結成された。ミュージシャンのヤニ・パヴェツ（Jani Pavec）がクレタ島での休暇中のパーティ音楽のためのグループを作るアイデアが、その始まりであった。ミュージシャンのデヤン・チェリク（Dejan Čelik）、歌手のシュペラ・クラインレルヒャー・“シュペルツァ”（Špela Kleinlercher - Špelca）およびシュペラ・グロシェリ（Špela Grošelj）とともに、2004年の秋に楽曲「Brizgalna Brizga」を製作した。この曲と、その直後に発表されたアルバム『Brizgaaaaj!』はいずれもすぐにスロベニアのチャートで首位に立ち、数ヶ月にわたってその座を維持した。
この成功に、既にEiffel 65やHaiduciiを成功させてきているイタリアの製作チームBliss Corporationが注目した。彼らは「Brizgalna Brizga」に英語の題名「Turbo polka」をつけ、新たに8つのバージョンを加えた。
「Turbo polka」は2004年から2005年にかけての冬、アルプスのスキー場で人気曲となった。このシングルの宣伝が始まってからは、曲はオーストリア、ドイツ両国でチャート首位となった。
アトミック・ハルモニクの楽曲「Polkaholik」は、ユーロビジョン・ソング・コンテストの2006年の、スロベニア代表選考において、審査員からは一切点を与えられず総合3位に終わったものの、視聴者からの電話およびSMSでの投票では最高得点の10ポイントが与えられた。
その後ほどなく、シュペラ・クラインレルヒャーはグループを去った。その後任のイリス・ソバン（Iris Soban）はわずか2週間でグループを去り、その後にはマテヤ・ヴク・“テイチ”（Mateja Vuk - Tejči）が新たにグループに加わった。2010年には結成時メンバーのシュペラ・グロシェリはヤニ・パヴェツ支援の下でソロデビューし、グループはメンバーを一新して再スタートした。

## メンバー
- ヤニ・パヴェツ（Jani Pavec、2004年 - ）
- ミハ・オイステルシェク（Miha Ojsteršek、2011年）
- マテヤ・ポロチュニク（Mateja Poročnik、2011年）
- サシュカ・フレン（Saška Hren、2011年）

### 元メンバー
- シュペラ・クラインレルヒャー・“シュペルツァ”（Špela Kleinlercher - Špelca、2004年 - 2006年）
- イリス・ソバン（Iris Soban、2006年4月 - 5月）
- デヤン・チェリク（Dejan Čelik、2004年 - 2009年）
- シュペラ・グロシェリ（Špela Grošelj、2004年 - 2010年）
- マテヤ・ヴク・“テイチ”（Mateja Vuk - Tejči、2004年 - 2010年）
- トモ・プリムツ（Tomo Primc、2009年 - 2010年）
- ダリャ・ガイシェク（Darja Gajšek、2010年）
- ペトラ・ツルニャク（Petra Crnjac、2010年 - 2011年）
- ヴェスナ・コツィペル（Vesna Kociper、2010年 - 2011年）

## ディスコグラフィー
- Brizgaaaaj!（2004年）
- Brizgaaaaj! Še več in dlje!（2005年）
- Vriskaaaj!（2006年）
- Traktor Polka（2011年）